# Hışıroğlu
Hışıroğlu (früher Pürnerler) ist ein Dorf im Landkreis Devrek der türkischen Provinz Zonguldak. Hışıroğlu liegt etwa 56 km südöstlich der Provinzhauptstadt Zonguldak und 5 km östlich von Devrek. Hışıroğlu hatte laut der letzten Volkszählung 514 Einwohner (Stand Ende Dezember 2009).